# Греко-карфагенские войны
Греко-карфагенские войны — серия военных конфликтов между греками и карфагенянами за господство на Сицилии и контроль над торговыми путями в Западном Средиземноморье.

## Финикийская колонизация
В ходе второго этапа финикийской колонизации (IX—VII века до н. э.) тирийцы расширили зону своего присутствия в западном Средиземноморье, основав колонии в Африке, на Мальте, Сицилии, Сардинии и в Испании. В 825 или 814 до н. э. группа изгнанников, потерпевших поражение в борьбе за власть в Тире, основала Карфаген. В отличие от других тирских колоний, Карфаген с самого начала был независимым государством, поддерживавшим с метрополией, в основном, культурные связи.
О первых полутора столетиях карфагенской истории в источниках сведений не сохранилось; по данным археологии, это было небольшое торговое поселение, не имевшее земельных владений. Его постепенный подъём начался с первой четверти VII века до н. э., когда в город прибыла новая волна финикийских переселенцев, вероятно, бежавших от ассирийского завоевания.

## Колонизация Питиуссы
Около середины VII века до н. э. карфагеняне вывели свои первые колонии на остров Питиуссу (Ивиса), где были основаны поселения Эбес и Са Калета. Это были торговые фактории, обеспечивавшие связи с испанским побережьем и Тартессом. В самой Испании карфагеняне в то время ещё не могли обосноваться, так как там существовали колонии Тира, для борьбы с которыми требовались значительные ресурсы. Владение Питиуссой позволяло занять ключевую позицию между Сардинией и Испанией.

## Фокейско-карфагенская война
В конце VII — начале VI века до н. э. западное Средиземноморье стало ареной фокейской колонизации. Около 600 до н. э. фокейцы основали Массалию на лигурийском побережье, и начали устанавливать связи с Тартессом. Это вызвало противодействие пунийцев и привело к первой известной войне между греками и карфагенянами.
По словам Юстина, причиной войны был захват рыбацких судов, а затем массалиоты нанесли пунийцам несколько поражений. По словам Павсания, греки победили, так как имели более сильный флот, и в результате захватили часть побережья Лигурии, вытеснив оттуда пунийцев. Юстин пишет, что союзниками греков были какие-то испанцы, возможно, тартесситы.
Карфагеняне потерпели поражение, на Питиуссе им пришлось покинуть Са Калету (бухту на юго-западном побережье испанского острова Ибица (en)). Эбес (первую собственную колонию на Питуссе) они сохранили, но его значение было подорвано, так как фокейцы господствовали в Львином заливе и соседних водах, где установили талассократию, продолжавшуюся, по Диодору, 44 года (примерно 590-е — 540-е годы до н. э.).
Развивая успех, греки-массалиоты начали колонизацию восточного побережья Испании, основав поселения в финикийской зоне — Майнаку, всего в километре от Малаки, Алонис, южнее мыса Нао, и Гемероскопий. Это свидетельствует о тяжёлом положении финикийцев, которые не смогли помешать конкурентам.
К концу VII века до н. э. объёмы финикийского импорта в Италии резко падают, что свидетельствует об успехе греков, вытеснивших противника с этого рынка. Положение особенно обострилось после основания фокейской колонии в Алалии на Корсике около 560-х годов до н. э. Греки использовали её как базу для пиратских нападений, затруднив финикийцам доступ к берегам Италии.
Эта неудача заставила карфагенян на время прекратить заморскую экспансию и сосредоточиться на освоении африканского побережья, но завоевание персами Финикии и распад Тирской державы позволили около середины VI века до н. э. вернуться к борьбе в Испании и Сицилии.

## Начало борьбы на Сицилии
Сицилийское побережье финикийцы колонизировали в IX—VIII веках до н. э., в период тирской талассократии, основав торговые фактории по всему острову. В последней трети VIII века до н. э. началось переселение греков. Греческая колонизация, в отличие от финикийской, была аграрной, количество поселенцев было сравнительно большим, и финикийцы быстро очистили[от кого?] восточную часть острова, перебравшись на запад, в земли элимов, где при поддержке местного населения осели в городах Мотия, Солунт и Панорм.
О военных действиях в это время ничего не известно; из сообщения Фукидида, опиравшегося на труды Антиоха Сиракузского, можно сделать вывод, что финикийцы, значительно уступавшие грекам числом, отступили если не добровольно, то, по крайней мере, мирно. Ю. Б. Циркин, впрочем, замечает, что историю колонизации обычно пишут победители. С аборигенами-сикулами греки не церемонились, поработив или изгнав их с захваченных территорий.
Исследователи, полагают, что три финикийские колонии во второй половине VII века до н. э. объединились в одно государство, во главе которого, возможно стояла Мотия, обнесённая около этого времени крепостной стеной. Причиной этого были успехи греческой колонизации: к середине VII века до н. э. греки основали на северном берегу Сицилии Гимеру, а на южном Селинунт. Полагают, что объединёнными силами и при поддержке элимов финикийцы остановили дальнейшее продвижение конкурентов.
Первый известный греко-финикийский конфликт на Сицилии стал результатом попытки греков колонизировать западную часть острова. Около 580 до н. э. группа родосских и книдских переселенцев во главе с Пентатлом Книдским прибыла на Сицилию. К этому времени в зоне греческой колонизации свободных территорий не осталось, и прибывшие попытались обосноваться на мысе Лилибей, рядом с Мотией. Это создавало угрозу не только финикийцам, но и элимам.
По сообщению Диодора, элимы из Эгесты выступили против греков, разбили их в сражении и убили предводителя. Павсаний пишет, что союзниками аборигенов были финикийцы. Из его слов не ясно, идёт речь о финикийцах или карфагенянах, так как греческие авторы, в отличие от римских, не используют слово «пунийцы», но исследователи полагают, что после поражения от массалиотов Карфаген не рискнул бы вмешиваться в сицилийские дела.

## Походы Малха
Первую (гипотетическую) войну между греками и карфагенянами на Сицилии связывают с походами военачальника Малха, основателя Карфагенской колониальной державы. Юстин пишет, что он долго воевал на Сицилии и покорил значительную часть острова, но никаких подробностей не приводит и не даёт хронологической привязки. На основании сообщения Орозия, что Малх был современником Кира Великого, его сицилийскую кампанию датируют примерно 560-ми — 550-ми годами до н. э. По мнению И. Ш. Шифмана, она должна была состояться задолго до битвы при Алалии.
По другой версии, начало сицилийских войн Малха относится примерно к 580 до н. э. и было ответом на агрессию Селинунта и экспедицию Пентатла.
Одни историки предполагают, что он ограничился подчинением финикийских колоний, включённых с того времени в состав Карфагенской державы, и элимов во внутренних районах острова, но финикийцы к тому времени занимали лишь небольшую часть побережья (и их покорение не должно было занять много времени), элимы же, по свидетельствам источников, до 410 до н. э. были равноправными союзниками карфагенян.
Ю. Б. Циркин предполагает, что Малх подчинил финикийцев, а затем действовал во внутренних районах острова против сиканов, но не добился значительных успехов, так как по археологическим данным, это племя не испытывало в VI веке до н. э. никакого карфагенского влияния.
Кроме этого, предполагается, что сицилийская экспедиция Малха была вызвана угрозой финикийским владениям со стороны Гимеры и тирана Акраганта Фаларида, хотя в источниках и нет указаний на этот счёт.
Позиция Селинунта в этом предполагаемом конфликте неясна; одни исследователи предполагают, что он составлял коалицию с Акрагантом и Гимерой, другие считают, что сохранял нейтралитет или уже в то время был союзником пунийцев.
М. Ф. Высокий считает, что в результате завоеваний Малха Гимера могла потерять часть владений, но сохранила независимость как от пунийцев, так и от Фаларида, а этот последний потерпел серьёзное поражение и был вынужден подчиниться карфагенянам, подтверждением чему может служить предание о знаменитом быке Фаларида.
Описание казней, совершавшихся с помощью этого устройства, весьма напоминает финикийские и пунийские человеческие жертвоприношения по обряду молк, и исследователь делает вывод о том, что победители могли навязать грекам свою культовую практику.
Э. Д. Фролов критикует это предположение, указывая на то, что оно не имеет опоры в источниках, хотя и допускает факт войны между Фаларидом и карфагенянами.
Сторонники гиперкритицизма сомневаются в достоверности сообщений Юстина; по мнению Д. Ашери, «что происходило на самом деле в Сицилии при Малхе — остаётся загадкой».

## Фокейско-пунийско-этрусская война
Создав базу в Алалии, фокейцы могли господствовать на пересечении путей между Африкой, Галлией, Италией и Испанией. Возможно, тогда же они попытались обосноваться и на юге Сардинии, вблизи от финикийского Калариса. Усиление греков привело к сближению между карфагенянами и этрусками Цере, заключившими торговые соглашения и военный союз.
Около 540 до н. э., когда Фокея была осаждена персами, жители решили покинуть Малую Азию и переселились в Алалию, после чего усилили свои пиратские набеги и, вероятно, совершенно дезорганизовали морскую торговлю с Италией. Союз фокейцев с Тартессом к тому времени распался, Геродот объясняет это смертью царя Аргантония, а современные исследователи, не отрицая возможности смены прогреческой придворной группировки на прокарфагенскую, предполагают, что отношения испортились из-за массалиотских плаваний в Атлантику и поиска греками источников получения металлов в обход Тартесса.
На севере, по-видимому, шла война между массалиотами и этрусками, и около 550 до н. э. греки остановили этрусскую экспансию в Южной Галлии, овладев базой противника в районе Сан-Блеза.
Этруски и карфагеняне начали с греками решительную войну. Около 535 до н. э. состоялось решительное сражение у Алалии, где 60 фокейским кораблям противостоял объединённый флот карфагенян и этрусков из 120 судов. Греки одержали победу, но потеряли 40 кораблей, а остальные получили сильные повреждения. Об ожесточённости войны свидетельствует то, что противники греков перебили всех взятых в сражении пленных.
В результате фокейцам пришлось оставить Алалию и переселиться в Регий; позднее они основали в Италии Элею.
В результате этой войны греки были вытеснены с Сардинии, Корсики и из устья Арна, а победители разграничили сферы влияния: Корсика отошла этрускам, установившим талассократию в Тирренском море, а Сардиния досталась пунийцам, которые к концу века освоили значительную часть южного и юго-западного побережья острова, начав покорение внутренних районов.
Предполагалось, что одним из результатов войны было уничтожение Тартесса карфагенянами в промежутке между 535 и 509/508 до н. э., но ныне это мнение оспаривается, как недостаточно аргументированное.
Фактическое поражение в войне не стало катастрофой для греков, так как они сохранили основные позиции в Испании — Роде, Эмпорий (Ампуриас) и Гемероскопий, и фактории на италийском побережье — от Грависки до Адрии.

## Карфагено-киренская война
Существует предположение о войне между киренскими греками и карфагенянами в конце VI века до н. э., выдвинутое путём комбинации сообщений Геродота и Саллюстия. Последний в «Югуртинской войне» делает экскурс в историю карфагено-киренских отношений, рассказывая о длительном и тяжёлом пограничном конфликте, в котором противники неоднократно «разбивали вражеский флот и наносили огромный ущерб друг другу», пока не обессилели настолько, что стали опасаться, как бы кто-нибудь третий не напал на них обоих. В результате был подписан мир и установлена граница в районе так называемых Филеновых алтарей (ныне Муктар), в 180 милях от Карфагена и в 80 от Кирены.
Одним из эпизодов этой войны могла быть экспедиция спартанского царевича Дориея (Д. Ашери датирует её примерно 514 до н. э.), основавшего колонию в устье реке Кинип (ныне Вади-Каам) в 26 км к востоку от Лептиса. Место ему указали жители Феры, метрополии Кирены, и царевич был настолько уверен в успехе, что даже не стал запрашивать совета Дельфийского оракула. Через два года поселенцев изгнали оттуда маки, ливийцы и карфагеняне.
Шифман полагает, что жители Лептиса обратились за помощью против греков к карфагенянам, те, в союзе с максиями и ливийцами изгнали пришельцев, а заодно подчинили себе Лептис. Другие исследователи считают, что Лептис уже входил в состав Карфагенской державы, а долина Кинипа считалась границей побережья Большого Сирта, славилась исключительным плодородием, и потому привлекала поселенцев.
Датировка войны концом VI века до н. э. встречает возражения, так как Саллюстий не даёт никаких временных ориентиров, и, возможно, что незадолго до экспедиции Дориея состоялся поход сатрапа Египта против Барки,который должен был ослабить Кирену и затруднить помощь колонистам и ведение затяжной войны с Карфагеном С другой стороны, Геродот пишет, что персы разрушили только Барку, Кирена же не пострадала и осталась в стороне от конфликта, зато персидская угроза стала актуальной для Северной Африки и могла побудить стороны к примирению. Из рассказа Саллюстия следует, что бо́льшая часть спорной территории досталась пунийцам.

## Сицилийская экспедиция Дориея
Через некоторое время Дорией предпринял новую попытку колонизации — на этот раз в районе Эрика на Сицилии, на территории элимов и карфагенян. Подобная настойчивость в попытках проникновения на пунийские земли может расцениваться как проявление политической линии греков, нацеленной на вытеснение карфагенян из западного Средиземноморья. По версии Геродота и Павсания, идеологическим обоснованием экспансии была принадлежность Эрика Гераклидам, предкам спартанских царей, поскольку Геракл, победив царя Эрика, якобы, получил права на эту область. Юстин пишет, что Дориея призвали на Сицилию какие-то местные племена.
На этот раз царевич обратился к оракулу с вопросом, получит ли он желаемую землю, и пифия заверила, что получит. Собрав участников предыдущей экспедиции, к которым присоединились новые, в том числе олимпионик Филипп Кротонский, Дорией отправился на Сицилию, по пути приняв участие во взятии кротонскими войсками Сибариса (ок. 510 до н. э.).
Примерно в 509/508 до н. э. Дорией основал на побережье Эрика город Гераклею. Новое поселение находилось недалеко от Мотии и, судя по словам Диодора, взяло под контроль греко-пунийскую торговлю в регионе. Вероятно, оно просуществовало довольно долго, так как сумело усилиться настолько, что стало вызывать опасения у карфагенян, и те, объединившись с элимами из Эгесты, разгромили войско Дориея, сам ойкист погиб, как и большинство его людей, а город был разрушен до основания.
Точная дата этого события неизвестна, большинство датировок колеблется в диапазоне между 508 и 488 до н. э., и вероятнее всего, разрушение Гераклеи произошло в середине 490-х годов до н. э.. Среди немногих уцелевших спутников Дориея был спартанец Эврилеонт, пытавшийся затем установить тиранию в Селинунте.

## Первая Карфагенская война Гелона
Гибель Дориея привела к длительной и тяжёлой войне между греками во главе с Гелоном и пунийцами, упоминания о которой сохранились у Геродота и Юстина. Вероятно, Гелон начал эту войну сразу после прихода к власти в 491/490 до н. э., так как послам Дария, прибывшим примерно в то же время с требованием помощи против балканских греков, карфагеняне отказали, под предлогом «непрерывных войн с соседями». Война с Киреной, если и была, то уже окончилась, и единственным поводом для отказа могли быть сицилийские дела.
Предполагается, что Гелон намеревался не только отвоевать Гераклею, но и желал захватить заброшенное поселение на Кинипе, способное приносить значительные доходы. Союзником гелойского тирана был Ферон Акрагантский; возможно, что и другие города участвовали в войне. Не исключено, что известная акция Гелона по отправке в Рим большой партии бесплатного зерна также была призвана заручиться союзом с этим набиравшим силу городом.
Военные действия шли с переменным успехом, поначалу перевес был на стороне карфагенян и Гелон просил помощи у Спарты, предлагая устроить масштабную экспедицию для очищения Сицилии от варваров и возвращения африканского эмпория. Затем положение выравнялось, и когда на Сицилию прибыли послы с Балкан просить помощи против приближавшегося нашествия Ксеркса, Гелон, упрекнув их в том, что бросили его в беде, похвалился, что «наши дела хороши и складываются все лучше».
Исходя из того, что он заявил о готовности выставить против персов «200 триер, 20 000 гоплитов, 2000 всадников, 2000 лучников, 2000 пращников и 2000 легковооружённых всадников», да ещё «снабжать продовольствием все эллинское войско до конца войны», можно сделать вывод, что война на Сицилии к тому времени закончилась каким-то компромиссом, либо длительным перерывом в военных действиях.

## Вторая Карфагенская война Гелона
Гелон и Ферон продолжали укреплять свою власть на Сицилии: первый в 485 до н. э. овладел Сиракузами, второй в 483 до н. э. изгнал из Гимеры её тирана Терилла, ксена карфагенского главнокомандующего Гамилькара. Терилл и его зять Анаксилай, тиран Регия, обратились за помощью к Гамилькару и тот после трёх лет подготовки высадился на Сицилии со значительной армией.
Диодор сообщает, что перед началом похода на Грецию Ксеркс направил в Карфаген посольство, в состав которого, по-видимому входили представители Тира, предложив пунийцам предпринять одновременное наступление на греков с двух сторон. Карфагеняне согласились атаковать Сицилию и Италию, а автор схолий к Пиндару добавляет, что после этого они намеревались соединиться с персами на Пелопоннесе. Некоторые исследователи считают известие о посольстве вымыслом древних историков.
В то же время Гелон вёл переговоры о союзе с балканскими греками против Ксеркса, однако, чем они завершились, неясно, так как уже младший современник греко-персидских войн Геродот приводит две разных версии.
Возможно, сиракузский тиран пообещал прислать войска, но ему помешало карфагенское вторжение. Известно также, что Гелон решил подстраховаться, направив в Дельфы своего человека с тремя кораблями, груженными сокровищами, чтобы в случае победы персов передать царю этот дар, а также землю и воду.

### Карфагенское вторжение
Геродот и Диодор пишут, что карфагеняне собрали 300-тысячное войско, что, разумеется, означает просто «очень большое». Возможно, что его реальная численность не превышала 35—40 тыс. человек. Диодор добавляет, что у Гамилькара было 200 военных кораблей и 3000 транспортов. Карфагенское войско состояло, в основном, из наёмников — африканцев, иберов, лигуров, сардов и корсов.
По словам Диодора, транспорты с лошадьми погибли во время шторма, поэтому карфагенский командующий запросил у своих союзников селинунтцев, единственных греков, поддержавших пунийцев, кавалерию. Те её направили, но подкрепление не успело подойти до начала битвы. Терилл войсками не располагал, а Анаксилай, отдавший пунийцам в заложники своих детей, помощь отправить то ли не захотел, то ли не успел, поскольку вся сицилийская кампания уложилась в одну-две недели в августе или сентябре 480 до н. э..
Силы греков Диодор исчисляет в 50 тыс. пехоты и 5 тыс. конницы, что больше похоже на правду. Мобилизационные и финансовые возможности тиранов позволяли собрать такое число людей. Эфор определяет силы Гелона в 10 тыс. пехоты (наёмники), 2 тыс. конницы и 200 кораблей. Вместе с гражданским ополчением и силами нескольких союзных городов сиракузский тиран вполне мог выставить 25—30 тыс. воинов, и около 20 тыс. могло быть у Ферона.
Высадившись в Панорме, Гамилькар двинулся к Гимере, флот следовал вдоль берега. Перед городом он разбил два укреплённых лагеря — один на побережье, для вытащенных на сушу кораблей, другой, к западу от города — для армии. Транспорты разгрузились и были отправлены за новыми припасами. Войско Ферона вышло из города, но было разбито и, понеся большие потери, укрылось за стенами, а тиран направил союзнику призыв о помощи.

### Подготовка к сражению
Гелон немедленно прибыл и встал лагерем недалеко от противника. Пользуясь тем, что у врага не было конницы, он разослал своих всадников против пеших отрядов карфагенян, и греки захватили большое число пленных, загнав остальных в лагерь. Это подняло дух войска, однако, Гелон опасался давать правильное сражение, надеясь одолеть врага хитростью. Всадники перехватили гонца из Селинунта, от которого узнали, что конница прибудет в день, на который Гамилькар назначил жертвоприношение богу, которого греки называют «Посейдоном».

### Битва при Гимере
Сражение наиболее подробно описано Диодором, рассказ которого дополняется сообщениями Геродота и Полиена.
На рассвете дня жертвоприношения Гелон послал свою конницу под видом селинунтской в морской лагерь карфагенян, чтобы убить Гамилькара и поджечь корабли. Карфагеняне не собирались начинать сражение, пока не подойдут всадники, и, увидев, что конница входит в морской лагерь, вывели войска навстречу армии Гелона. По словам Диодора, жестокий бой долго шёл с переменным успехом, Геродот, ссылаясь на карфагенян, утверждает, что войска бились целый день.
Пока перед сухопутным лагерем шёл бой, греческие всадники убили Гамилькара во время жертвоприношения и подожгли корабли; увидев дым над морским лагерем, пунийские войска дрогнули и побежали. Гелон отдал приказ преследовать бегущих и пленных не брать, результатом чего стало «великое избиение» карфагенян. Часть войска сумела укрепиться на какой-то позиции (возможно, отступила в лагерь), но жажда вскоре заставила их сдаться.
Полиен пишет, что войска Ферона штурмовали один из лагерей (вероятно, морской), но были отбиты иберами, затем Ферон приказал зайти с тыла и поджечь вражеские шатры, после чего неприятель в беспорядке отступил к кораблям.
Слова Геродота о том, что Гамилькар приносил жертву всесожжения, когда узнал о бегстве своих войск, после чего сам бросился в огонь, Ашери объясняет как этиологический миф для обоснования культа этого героя, возможно, введённого в Карфагене после войны.
Существует предположение, что карфагенский флот не был сожжён на берегу, а погиб в морском сражении с греками (в источниках есть два упоминания о морской битве), карфагеняне же приняли дым от шатров, подожжённых Фероном, за пылающие корабли, однако, если принять на веру сведения о двухстах кораблях с каждой стороны, и сообщение Диодора, что спаслись только 20 кораблей (которые не были вытащены на берег), то сражение получается слишком крупным для того, чтобы о нём почти ничего не было известно.
Диодор пишет, что оставшиеся 20 карфагенских кораблей приняли на борт столько беглецов, сколько смогли, и в результате затонули в шторм из-за перегрузки, до берега добралась лодка с горсткой выживших, которые сообщили о гибели всей армии.
Согласно Геродоту, битва состоялась в один день с Саламинской, по Диодору — в один день с Фермопильским сражением.

### Окончание войны
Карфагеняне боялись, что Гелон переправится в Африку и довершит разгром, но тиран ограничился весьма мягкими условиями мира: 2 тыс. талантов серебром в возмещение военных расходов; строительство двух храмов для хранения копий мирного договора; отмена человеческих жертвоприношений Кроносу (Баал-Хаммону). Карфагеняне радостно согласились, и поднесли жене Гелона Дамарете золотой венец, стоимостью сто талантов.
Такая удивительная умеренность объясняется, вероятно, тем, что Гелону некогда было закреплять успех, так как он действительно собирался выступить на помощь грекам против Ксеркса, и уже готовился грузиться на корабли, когда вестники из Коринфа сообщили, что персы разбиты при Саламине.
В честь великой победы Гелон построил несколько храмов, в Дельфах была сооружена сокровищница, названная «гимерской», а статую Зевса в Олимпии украсили тяжёлым золотым одеянием. В Пифийское святилище был посвящён золотой треножник, весом в 16 талантов.
С Регием и Селинунтом были заключены соглашения; их не стали наказывать за сотрудничество с неприятелем.
Большое количество военнопленных, обращённых в рабство, использовали для строительства храмов и общественно-полезных сооружений.
Карфаген, находившийся в правление Магонидов на вершине могущества, получил настолько жестокий урок, что лишь через 70 лет предпринял новую попытку экспансии на Сицилии.

## Битва при Кумах
В 474 году до н. э. греки столкнулись с карфагенянами в сражении у берегов Италии, когда флот Гиерона I под командованием Хромия Этнейского, пришедший на помощь кумским грекам, разгромил этрусско-карфагенские силы в битве при Кумах, положив конец этрусской талассократии.

## Колония в Кибосе
Греки предпринимали попытки основать колонии на африканском побережье и к западу от Карфагена. Гекатей Милетский упоминает ионийский город Кибос, расположенный где-то на тунисском побережье, возможно, близ Гиппиона Акры. Перипл Псевдо-Скилака (IV век до н. э.) помещает в этом районе Питиусскую гавань и остров с городом Эвбея, подчинённые карфагенянам. Поскольку о Кибосе этот автор не говорит, предполагается, что колония, основанная греками в VI веке до н. э., к его времени уже была уничтожена карфагенянами. Предположительно, это произошло в V веке до н. э., в период освоения Карфагеном африканского побережья.

## Карфагенская война 409—405 до н. э.
Новая попытка карфагенской экспансии на Сицилии была предпринята в конце V века до н. э. Масштабное вторжение стало ответом на агрессию Селинунта против Эгесты. Греки потерпели серию тяжёлых поражений, Селинунт, Гимера, Акрагант, Гела и Камарина были захвачены и разрушены, а население бежало на восток. Только сильная эпидемия в карфагенской армии помешала осадить Сиракузы и положить конец греческому присутствию на острове. По условиям мира, заключённого сиракузским тираном Дионисием Старшим и карфагенским главнокомандующим Гимильконом, греки теряли большую часть острова.

## Карфагенская война 398—392 до н. э.
Во второй войне с Карфагеном Дионисию Старшему в результате тяжёлой борьбы удалось взять реванш, но полностью изгнать карфагенян с острова не получилось, хотя по условиям мира за ними сохранялась только небольшая территория на западе Сицилии.

## Карфагенская война 382—374 до н. э.
Третья Карфагенская война Дионисия была для греков малоудачной, карфагеняне же сумели поправить своё положение. Граница, проведённая около 374 до н. э. по реке Галик, стала на целое столетие рубежом между владениями двух народов, и подтверждалась последующими мирными договорами.

## Карфагенская война 368—367 до н. э.
Четвёртая и последняя попытка Дионисия потеснить карфагенян. После смерти тирана его наследник Дионисий Младший поспешил заключить мир.

## Карфагенская война 362 до н. э.
Безрезультатная война Дионисия Младшего с карфагенянами.

## Карфагенская война 345—339 до н. э.
Воспользовавшись анархией в греческой части Сицилии, карфагеняне предприняли массированное вторжение, но были разгромлены Тимолеонтом в битве на Кримиссе. Развить успех грекам не удалось и мирный договор подтвердил статус-кво.

## Карфагенская война 312—306 до н. э.
В ходе тяжёлой войны с сиракузским тираном Агафоклом карфагеняне поначалу добились успехов, сравнимых с достижениями столетней давности, оккупировали большую часть острова и осадили Сиракузы, но Агафокл сумел перенести военные действия в Африку, и после нескольких лет борьбы с переменным успехом статус-кво был восстановлен.

## Карфагенская война 279—275 до н. э.
Воспользовавшись хаосом, царившим у греков после смерти Агафокла, карфагеняне предприняли новое вторжение и осадили Сиракузы. Призванный на помощь из Италии царь Пирр нанёс им ряд поражений, и завоевал всю западную Сицилию, кроме Лилибея. Попытка установить над Сицилией царскую власть привела к тому, что от эпирота отвернулись союзники, и ему пришлось вернуться в Италию, а карфагеняне вернули свои владения.
В 270/269 до н. э. Карфаген вмешался в войну царя Гиерона II с мамертинцами и оккупировал Мессану, что привело к конфликту с Римом и Первой Пунической войне.

## Комментарии
1. ↑  Его датируют по-разному: 515—514, 513/512 или 510 до н. э. (Высокий, с. 155)
2. ↑  Предлагается датировать карфагено-киренскую войну рубежом V и IV веков до н. э. (Высокий, с. 155)
3. ↑  Д. Ашери считает, что это пропагандистская легенда, распускавшаяся сиракузскими тиранами (Ашери, с. 914)
4. ↑  Д. Ашери считает, что третье условие, не упомянутое у Диодора, могло быть вымышлено Феофрастом, так как оно идентично одному из требований Дария, предъявленному карфагенянам десятью годами ранее, и, в любом случае, они не собирались его выполнять (Ашери, с. 915)